# Friendship (Maine)
Friendship – miasto w Stanach Zjednoczonych, w stanie Maine, w hrabstwie Knox.